# Yimin Linchang
Yimin Linchang (kinesiska: 伊敏林场) är en bondby i Kina. Den ligger i provinsen Heilongjiang, i den nordöstra delen av landet, omkring 280 kilometer nordost om provinshuvudstaden Harbin. Antalet invånare är 2 292. Befolkningen består av 1 141 kvinnor och 1 151 män. Barn under 15 år utgör 6,0 %, vuxna 15-64 år 78 %, och äldre över 65 år 14,0 %.
Runt Yimin Linchang är det ganska glesbefolkat, med 40 invånare per kvadratkilometer. Närmaste större samhälle är Yichun, 5,9 km väster om Yimin Linchang. I omgivningarna runt Yimin Linchang växer i huvudsak blandskog.
Genomsnittlig årsnederbörd är 1 034 millimeter. Den regnigaste månaden är juli, med i genomsnitt 240 mm nederbörd, och den torraste är januari, med 10 mm nederbörd.